# Bosquerola de Jamaica
La bosquerola de Jamaica (Setophaga pharetra) és un ocell de la família dels parúlids (Parulidae).

## Hàbitat i distribució
Habita el sotabosc dels boscos de muntanya de l'illa de Jamaica.